# Quartiers de Batna
Dès sa création Batna se composait de la ville coloniale et de la ville arabe. Les deux villes étaient séparées par l’oued et évoluaient chacune selon son propre dynamisme de croissance. La ville coloniale selon un cadre planifié, la ville arabe évolua d’une manière anarchique, et de nos jours les deux parties forment un seul ensemble et les oueds traversant la ville ont été couverts et aménagés.

Plan de Batna avec ses quartiers

## Histoire

### Création de la ville 1844 à 1923
En 1844, un noyau militaire est fondé par l’armée coloniale française au centre d’un relief accidenté de forêts. Le camp militaire a été construit là, pour la seule raison de contrôler et commander la région des Aures. Le Premier noyau de cette ville coloniale est lancé par la première vague d’européens en 1850 jusqu'à 1923.
Le quartier appelé les faubourgs (Stand) a vu le jour dans la partie nord de la ville, avec un aérodrome au sud-ouest, et la construction du chemin de fer.
La ville a été constituée de quartiers européens avec des immeubles collectifs.

### Après l’indépendance 1962 -1984
En 1968, la zone industrielle à l’ouest et la zone militaire dans la partie ont commencé activement à se construire. Ce dynamisme a attiré vers la ville une grande migration.
En 1974, pour maîtriser cette croissance de la population et de l’urbanisme et assurer son développement, la ville a élaboré un plan d’urbanisme directeur. Entre 1978-1984 la ville a connu une croissance rapide de construction sur les périphéries urbaines, et beaucoup de terres agricoles ont disparu. Le problème de recherche d’emploi, la scolarisation et les services, ont contribué à la migration et à la construction des écoles et des infrastructures pour résoudre les problèmes de recherche d’emploi, et la scolarisation des enfants des travailleurs.

### Période entre 1984 et 1995
L’extension s'est étendue sur quatre couloirs d’urbanisation vers Lambèse, Biskra, Constantine et enfin Merouana (par le col de Telmat). Des nouvelles lois de l'aménagement et l'urbanisme, promulguées le 1er décembre 1990 ( Le plan directeur d’aménagement et d’urbanisme et le plan d’occupation des sols), de plus la guerre civile qu'a connu l’Algérie dans les années 1990 a un peu fariné la construction des nouveaux pôles urbains.

## Démographie
| Quartiers                                           | Logements | Populations |
| Lotissement Kemouni                                 | 240       | 1427        |
| Parc à Fourrage                                     | 209       | 13860       |
| Bouakal 1                                           | 3079      | 22612       |
| Bouakal 2                                           | 3118      | 24351       |
| Bouakal 3                                           | 445       | 2243        |
| Centre-ville                                        | 5803      | 36353       |
| Z’Mala                                              | 1112      | 10420       |
| Kéchida                                             | 1838      | 14523       |
| --------------------------------------------------- | --------- | ----------- |
| Recensements de l’année 1987 des Quartiers de Batna |           |             |

## Quartiers

### Zone industrielle
Située dans la partie nord-ouest en périphérie de la ville dans une cuvette et juxtaposée à l’oued El Gourzi, constituée de deux parties ZI1 et la ZI2. ZI1 est créé en 1972 et comporte une usine de textile, une briqueterie et une tannerie. ZI2 a été construite sur 147 ha en 1976, elle comporte plusieurs unités de fabrications et de services

### La Gare
Situé sur la route qui mène à Constantine, le quartier tient son nom de la gare ferroviaire qui est juste au début du quartier.

### Z'mala
L'ancien quartier du camp militaire et celui de Z'mala  (Sidi Merzougue) est considéré comme la vieille ville de Batna, son histoire remonte à la création de la ville, là où habite l’écrivaine suisse Isabelle Eberhardt en 1889 dans une maison qui risque d'être détruite de nos jours. Le quartier est traversé par un oued du même nom qui s'étend à la verdure.

### Kechida
À l'origine Kechida  a été bâti sur une parcelle de terrain de 20 hectares qui faisait partie du lieu-dit « Bordj zidane ». Bordj Zidane c'est toute la partie de Batna située juste derrière " bordj el ghoula " et qui englobe les terrains agricoles, la zone industrielle et les habitations nouvellement construites dans le prolongement de l'ancienne Kéchida.

### Bouakel
Bouakel ou Bouâakal  est un quartier populaire qui se situe à plus de quatre kilomètres du centre-ville, et c’est le plus grand à Batna en surface et en population qui a vu le jour vers l’année 1945 près du quartier de Z’Mala. Il constitue un pôle très important vue sa densité il abrite environ 61 381 habitants selon les statistiques de 1998 et les prévisions en 2015 sont de 86 235 habitants. Le commerce est très actif dans cette région de la ville, il y des marchés comme le marché de la Rue H et autres.

### Bouzourane
Bouzourane  est un ancien bidonville de Batna, qui est devenu un nouveau quartier résidentiel.
En 2004 le projet AADL des 1000 logements a été lancé et en 2008 a été réalisé.

### Route de Tazoult
Le quartier comme l’indique son nom, il est situé sur la route qui mène vers la ville de Tazoult. Il abrite le CHU de Batna et le Musée du martyre de la wilaya en plus du cimetière des martyrs de la révolution algérienne de la région et un centre anti-cancéreux.

### Hamla
Le Hamla (ex. Condorcet) appelé aussi la nouvelle ville, située à une dizaine de kilomètres à l'Ouest du centre ville de Batna.

### Centre-ville
Le centre-ville de Batna, situé au nord de la ville. Il est considéré comme un point central historique. Il y avait une église datant de l'époque coloniale mais qui a été démolie au début des années 1970 par le Wali de Batna de l'époque. À Batna, on continue à dire place de l'Église ou Soug El Frakh (marché des oiseaux) pour désigner la place sur laquelle se trouvait l'église. Tout près de cet endroit se trouve le théâtre régional de Batna et juste derrière vient la place du marché.

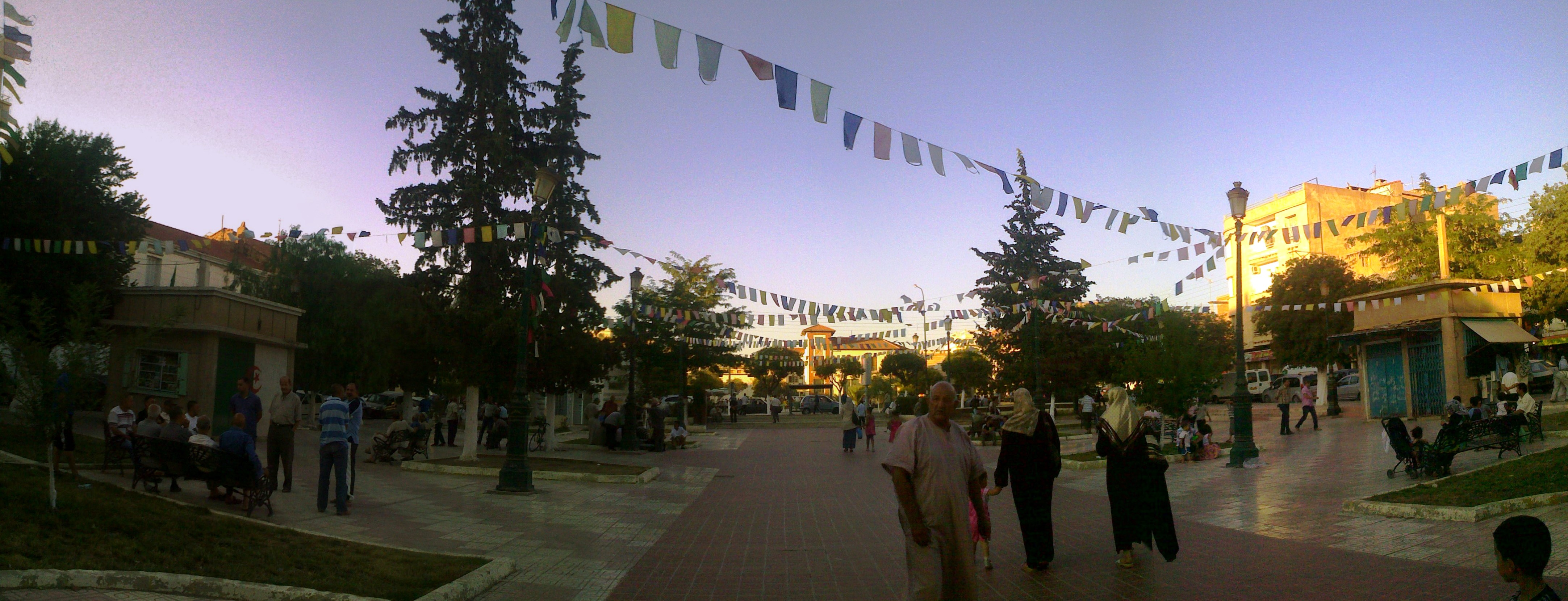
Le jardin du théâtre régional de Batna

### Émir Abdelkader (Le Stand)
Situé un peu plus haut du centre ville au nord, c’est un quartier résidentiel historique d’une superficie de 1 km2 dont la construction a commencé après 1920 grâce à la promotion immobilière bon marché. À l'origine, l'actuel stade municipal  des " frères Seffouhi " servait de " stand de tir " pour une association sportive civile et cela jusqu'au début du vingtième siècle. C'est de là que provient l'appellation Quartier du " Stand ". Quant à " Lègraphe " c'est la déformation du mot français " télégraphe " par les Batnéens d’origine arabe. " lègraphe " est la partie du quartier du Stand comprenant le " Fortin " et ses alentours immédiats. C'est là où a été installé le télégraphe à Batna pour la première fois.